# Говард, Джордж, 11-й граф Карлайл
Лейтенант-коммандер Джордж Джосслин Л’Эстрейндж Говард, 11-й граф Карлайл (англ. George Josslyn L'Estrange Howard, 11th Earl of Carlisle; 6 января 1895 — 17 февраля 1963) — британский дворянин, политик и пэр. Он носил титул учтивости — виконт Морпет с 1911 по 1912 год.

## Происхождение и образование
Родился 6 января 1895 года. Единственный сын Чарльза Говарда, 10-го графа Карлайла (1867—1912), и Роды Анкарет Л’Эстрейндж (1867—1957).
Его мать была старшей дочерью полковника Пейджета Уолтера Л’Эстрейнджа и Эмили (урожденной Райвс) Л’Эстрейндж (дочери генерала Райвса). Его дедушкой и бабушкой по отцовской линии были Джордж Говард, 9-й граф Карлайл (1843—1911), и радикальный борец за трезвость, бывшая достопочтенная Розалинда Фрэнсис Стэнли (пятая дочь Эдварда Стэнли, 2-го барона Стэнли из Олдерли).

## Карьера
20 января 1912 года после смерти своего отца Джордж Говард унаследовал титулы 11-го графа Карлайла (Пэрство Англии), 11-го виконта Говарда из Морпета в Нортумберленде (Пэрство Англии) и 11-го барона Дакра из Геллесленда в Камберленде (Пэрство Англии), став членом Палаты лордов Великобритании.
Лорд Карлайл служил во время Первой мировой войны в должности лейтенант-коммандера Королевского флота и был награжден Военным крестом.
Во время Второй мировой войны он занимал должность директора United Kingdom Commercial Corporation в Турции. В 1947 году он был членом лондонской фирмы биржевых маклеров.

## Личная жизнь
17 января 1918 года лорд Карлайл женился на своей первой жене, достопочтенной Бриджит Хор-Рутвен (27 июля 1896 — 17 апреля 1982), старшей из четырех дочерей генерал-майора Уолтера Хор-Рутвена, 10-го лорда Ратвена из Фриленда, и Джин Лэмпсон. Дети от первого брака:
- Леди Кэролин Бриджит Дакр Говард (род. 18 августа 1919), которая служила во вспомогательной территориальной службе и в йоменах первой помощи во время Второй мировой войны[4].
- Чарльз Джеймс Рутвен Говард, 12-й граф Карлайл (21 февраля 1923 — 28 ноября 1994)[2].

В июне 1947 года суд по бракоразводным процессам в Лондоне вынес постановление о разводе лорда Карлайла против графини Карлайл по причине супружеской неверности с сэром Уолтером Монктоном, жена которого в то же время получила аналогичное постановление . После их развода он женился во второй раз 16 августа 1947 года на Эсме Мэри Шрабб Айределл (? — 4 июня 1977), второй дочери доктора Чарльза Эдварда Айределла из Лондона. У них был один ребенок:
- Леди Сьюзен Анкарет Говард (13 ноября 1948 — 13 апреля 2018)[5] , которая вышла замуж за (Чарльза) Джеймса Бьюкенена-Жардина, младшего сына сэра Джона Бьюкенена-Жардина, 3-го баронета, в 1967 году[5]. Они развелись[6], и леди Сьюзен вышла замуж за графа Хьюберта Чарльза де Мейера в 1978 году[7][8].

Лорд Карлайл скончался 17 февраля 1963 года в Дамфрисе, Шотландия, и ему наследовал его единственный сын Чарльз.